# Nidera
Nidera Handelscompagnie B.V. es una empresa con sede en los Países Bajos ocupada al desarrollo de productos destinados al sector agrícola.

## Historia
Nidera fue creada en Róterdam, Países Bajos en 1920, por un grupo de comerciantes de granos, que previeron acertadamente que la ciudad construiría un puerto allí, que sería la principal puerta de importaciones y exportaciones de Europa.
Pero en esa misma década, hacia 1929, parte del grupo de fundadores emigró a la Argentina, donde crearon, en 1929, Nidera Argentina S. A., y establecieron su propia exportadora de granos.
Su nombre es un acrónimo de las principales plazas del mercado granario por aquel entonces:
- Nederland (Países Bajos)
- Indië (Indias Orientales Neerlandesas)
- Duitsland (Alemania)
- Engeland (Inglaterra)
- Rusland  (Rusia)
- Argentinë  (Argentina)

Con el paso de los años la compañía construyó una red de negocios global, con presencia ya en 22 países, basada en la independencia, eficiencia y lealtad comercial, que le dieron el reconocimiento de ser una empresa pionera en el desarrollo de nuevos flujos de negocio. Desde los años 1960 Nidera adquirió una fuerte posición en la industria de aceites vegetales. En los años 1990 y comienzos del siglo siguiente, se extendió en los Estados Unidos, el área del Mar Negro y Asia.
La entidad argentina se estableció como la mayor originadora y procesadora de granos y oleaginosas, y con el correr de la década de 1990 como líder del rápido crecimiento de la tecnología agrícola en el país.

## Negocios

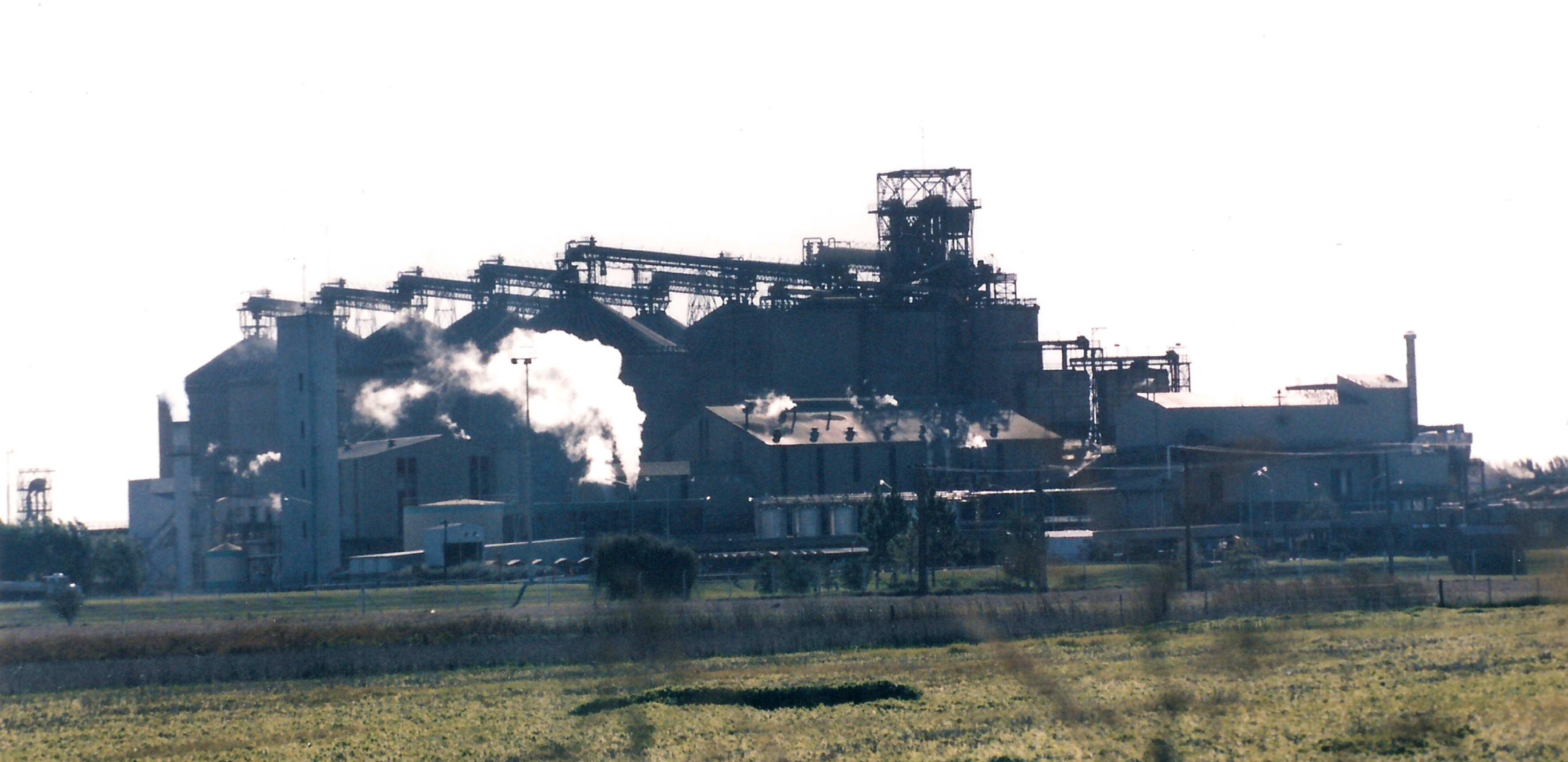
Planta industrial dedicada a la producción de aceites vegetales, ubicada en la localidad de Saforcada, cerca de la ciudad de Junín, Argentina.

En el ámbito de los negocios internacionales del global Grupo Nidera, comercia un total de casi 20 millones de toneladas de granos, oleaginosas, aceites vegetales, alimentos derivados de oleaginosos, comida para ganado y productos bio-energéticos, además de fletes oceánicos.
A diferencia de otras compañías globales similares, Nidera no informa sobre volúmenes de sus negocios ni operatoria física. Por otra parte, al no ser una empresa que cotice sus acciones en la Bolsa, no hay información pública para los inversores.
En Argentina, respecto al trading de cereales y oleaginosas en 2006 Nidera se ubicó sexta en el ranking de exportadores, con un volumen equivalente al 10% del total país. El proceso de concentración en el negocio, que elevó a jugadores como Cargill, Bunge o Archer Daniels Midland Company (ADM), desplazó a Nidera, aún manteniendo su porción de mercado.
Otra unidad de negocios es la molienda (denominada crushing en la jerga) de oleaginosas para aceites refinados. En Argentina no se ha sumado fuertemente a la fiebre de los biocombustibles, fogoneada por los subsidios del Gobierno a la instalación de la industria, que permite altos diferenciales de retención.
Por último, como eslabón final de la cadena productiva, Nidera cuenta con su división de aceites refinados. Dicha división comercializa tanto aceite a granel como envasado, lo que la ha llevado durante los últimos años a ser el principal exportador de aceites envasados de Argentina. La operación de exportación de Nidera Aceites Refinados cuenta con clientes en más de 30 países, entre los que se destacan las principales cadenas de supermercados del mundo, a quienes provee tantos sus marcas propias como sus marcas privadas. Nidera opera en varios países con sus marcas entre las que se destacan Springfield, Campo Grande, Clarina, y Legítimo. En lo referente al mercado argentino, Nidera posee un alto porcentaje de dicho mercado con su marca «Legitimo». También es el principal proveedor de marcas privadas de las grandes cadenas de supermercados y mayoristas de dicho país, haciéndola uno de los principales jugadores de este mercado.
En los aspectos financieros, Nidera organizó una sociedad de garantías recíprocas denominada Aval Rural, con la cual también lanzó fideicomisos para financiar a sus clientes las sementeras (sembrados).
La compañía también ha incursionado en los mercados latinoamericanos de semillas, por caso en Uruguay y Brasil, con sendas compañías (Nidera Uruguay S. A. y Nidera Sementes).  En los Estados Unidos desde 2001 se denomina «Nidera Inc.», y cuenta con una facturación de 4.100 millones de dólares dando empleo a 594 empleados.

## Desarrollo de productos
La compañía fue posicionándose en forma ascendente en el área de insumos, siendo dos los pilares que la destacan en importancia:
- Semillas:  Con tres grandes sucesos:
  - 1) El impulso a los maíces semidentados, de mayor rendimiento, en un mercado de híbridos que tendía a ser dominado por los flint.
  - 2) El desarrollo y lanzamiento de las sojas resistentes al glifosato, en paralelo con los Estados Unidos (mediados de los años 1990). En 1989 la compañía había comprado la filial argentina de la semillera Asgrow.
  - 3) La irrupción en el mercado de semilla de trigo con la genética francesa (Baguette).

Si bien no hay estadísticas institucionales del mercado semillero, se asume que Nidera encabeza el mercado de soja (tendría más de la mitad) y el de híbridos de girasol, y que estaría tercero en trigo (detrás de Klein y Buck) y segundo en maíz, detrás de Monsanto (Dekalb).
- Agroquimicos:  La firma también ha desarrollado fuertemente el mercado de agroquímicos, tanto en el área de nutrición (fertilizantes) como de protección de cultivos (herbicidas, fungicidas, etc.)[4]

En Argentina Nidera está muy comprometida con actividades de Investigación y Desarrollo (I&D) de semillas y en la manipulación de un amplio rango de aportes a la agricultura.

## Criticismo

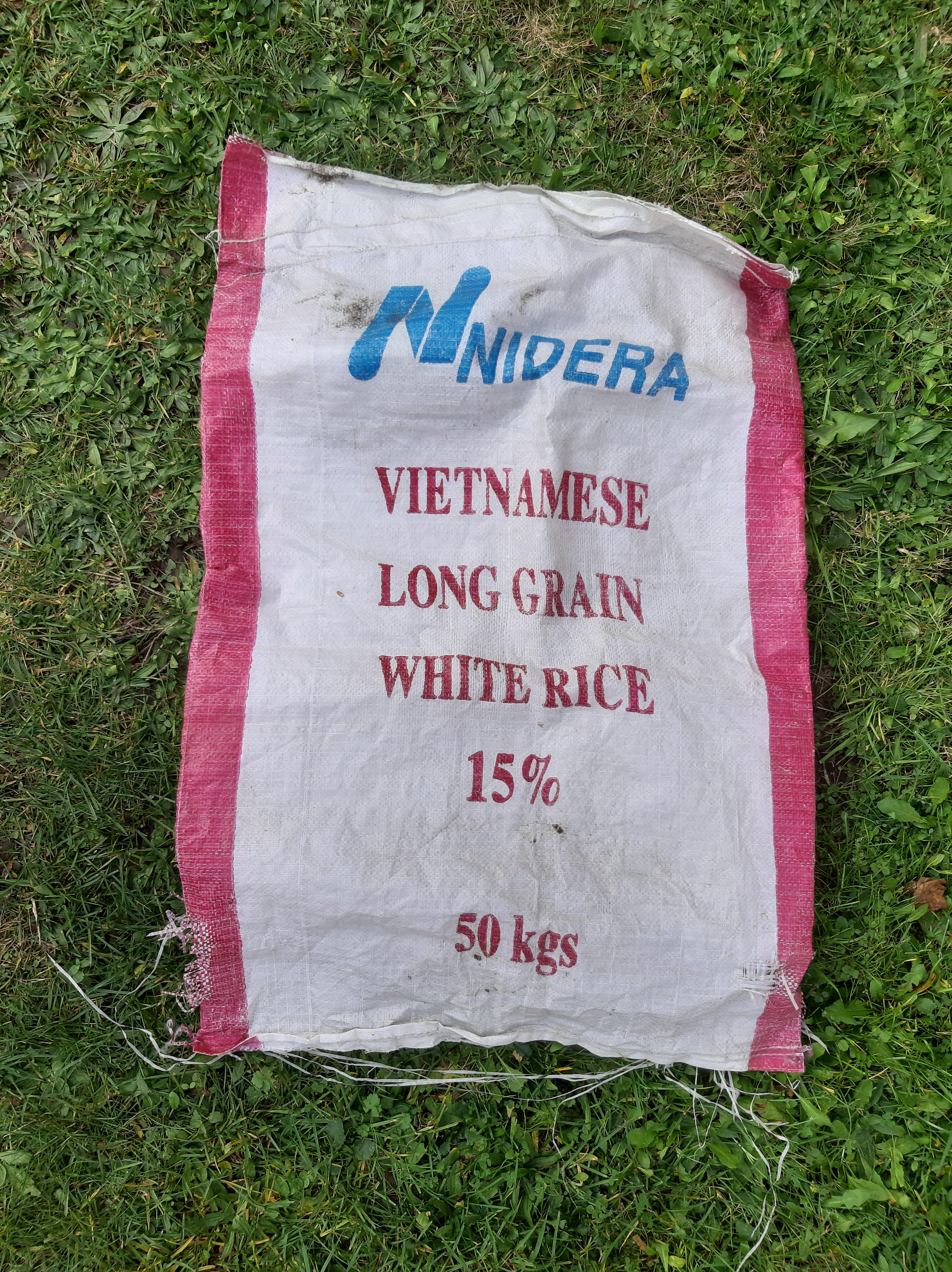

### Relaciones con los poderes públicos
La Administración Federal de Ingresos Públicos (AFIP) de Argentina intimó en 2010 a la compañía por una evasión fiscal de $260 millones de pesos. La empresa declaró en su sitio web oficial que ha cumplido en término todas sus obligaciones impositiva con la AFIP.

### Responsabilidad social
A finales de 2010 un allanamiento del Ministerio de Trabajo de la Provincia de Buenos Aires llevada a cabo en San Pedro, Provincia de Buenos Aires (Argentina), reveló que 130 personas trabajaban en condiciones de esclavitud, 30 de ellos eran menores de edad que no sabían donde se encontraban.
La empresa Nidera Argentina, hizo un descargo en su web oficial en la cual niega que las personas se encontraran en condiciones infrahumanas. Según la empresa las condiciones en las que se encontraban los trabajadores estaban especificadas en la ley. También en su descargo dice que no se les descontaban los alimentos consumidos del sueldo.
Entre el 22 y el 23 de enero de 2011, el ministerio de trabajo de la provincia de Buenos Aires realizó nuevos allanamientos en Mar del Plata, Miramar y Lobería. Fuentes del ministerio indicaron que los campos pertenecen a Nidera. En los días subsiguientes el ministerio de trabajo de la Provincia de Formosa, también intimó a la empresa por la situación irregular de trabajadores de aquella provincia en el citado allanamiento.